# Kostel svatého Jiří (Radim)
Kostel svatého Jiří je římskokatolický orientovaný filiální, bývalý farní kostel v obci Radim, patřící do farnosti Železnice. Je od 3. 5. 1958 zapsán na Ústředním seznamu nemovitých kulturních památek České republiky pod číslem 30858/6-1350. Areál vrcholně barokního vesnického kostela je dokladem působnosti valdických kartuziánů.

## Historie
V roce 1360, kdy je první písemná zmínka o obci, je uvedeno, že Půta z Turgova a Zdeněk z Radimi uplatnili společně patronátní právo k radimskému kostelu. Na místě původního dřevěného kostela svatého Jiří nechal v letech 1708-1709 kartuziánský převor P. Diviš Müller postavit nový kostel stejného zasvěcení. Opraven byl v roce 1903. V roce 1718 byl do věže kostela umístěn zvon o váze 740 kg. V roce 1788 byl tento zvon nahrazen vzácným zvonem ze zrušeného valdického kláštera, který byl odlit roku 1676 v dílně proslulého zvonaře Jana Pricqueye v Mladé Boleslavi. Zvony byly zrekvírovány a roztaveny v době 1. světové války.

## Poloha
Kostel je situován ve středu obce u průjezdní komunikace vedoucí do Železnice. Jeho areál je obehnán nízkou kamennou zdí s předloženým schodištěm v západním průčelí. Na západním straně před kostelem je barokní sousoší sv. Anny učící dceru Marii číst. Ve střední části podstavce je kartuš s latinským nápisem „Sancta Anna Digna Genitricis Parens Ora Pro Indignis Servis Tuis“. Na spodním podstavci je signatura autora F. Škvařila z Jičína. Na východní straně za kostelem je další barokní socha sv. Jáchyma s datací 19. prosince 1748. Ze zrušeného hřbitova u kostela zůstal zachován hrob místního faráře P. Jana Tobiáška

## Architektura
Jednolodní orientovaná stavba obdélného půdorysu z roku 1709 s trojbokým, uvnitř půlkruhovým závěrem presbytáře a mohutnou hranolovou věží zakončenou kupolí s věžičkou a křížem v západním průčelí. 

## Interiér
Inventář kostela je převážně pseudobarokní, část pochází ze zrušeného valdického kláštera. Z původního vyřezávaného oltáře se zachovaly pouze dřevěné sošky sv. Anny a sv. Jáchyma. Pseudobarokní hlavní oltář z roku 1903 je dílem novopackého akademického sochaře Antonína Suchardy mladšího. Obraz Nanebevzetí Panny Marie na klenbě lodi od akademického malíře Jana Janšty byl vytvořen podle originálu Giovanniho Battisty Tiepola. V interiéru kostela se nachází křtitelnice z druhé poloviny 18. století a v sakristii dvě barokní skříně z valdického kláštera.

## Bohoslužby
Pravidelné bohoslužby se konají v neděli od 10.30.

## Galerie

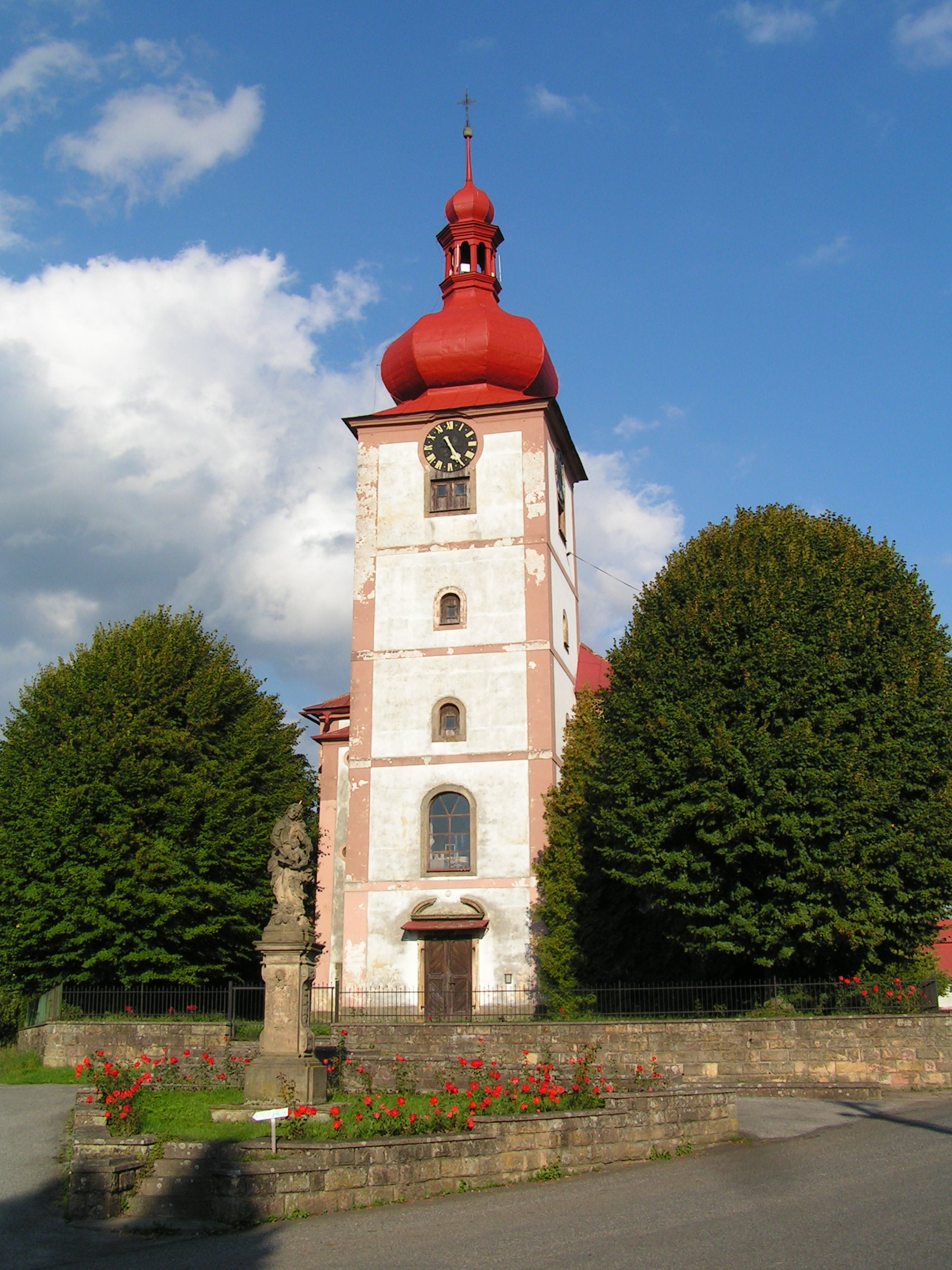
Kostel sv. Jiří
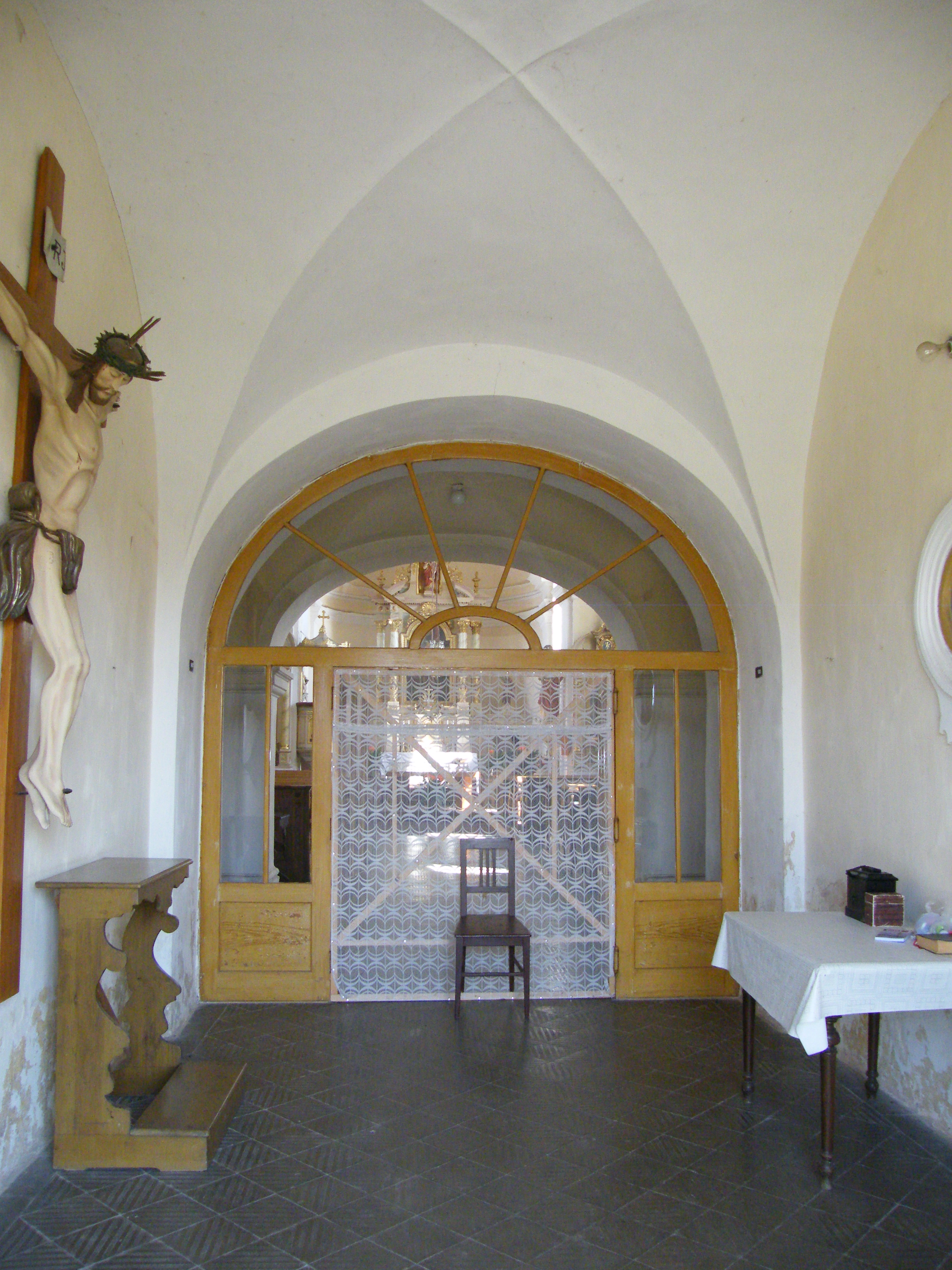
Pohled do interiéru
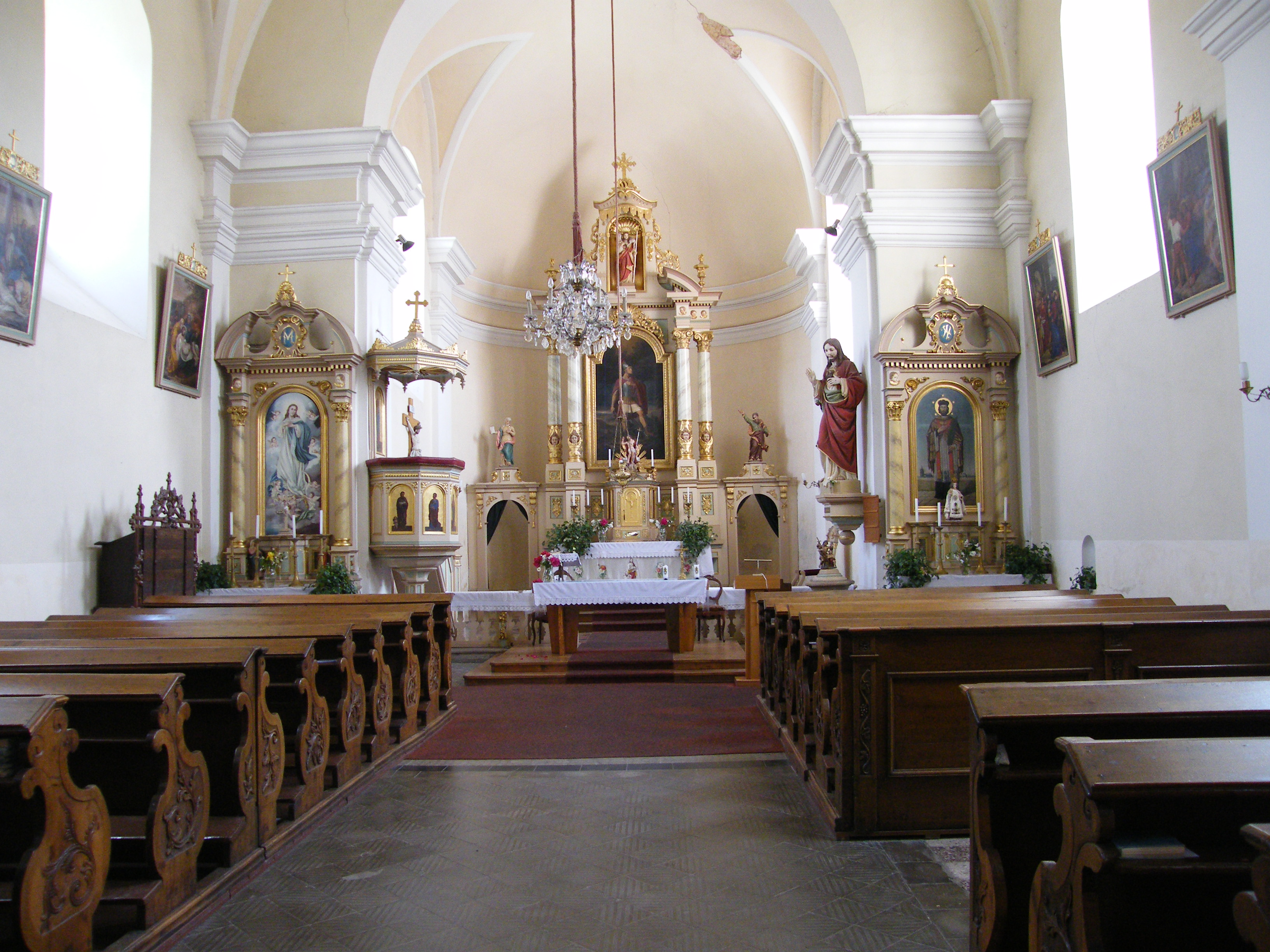
Interiér
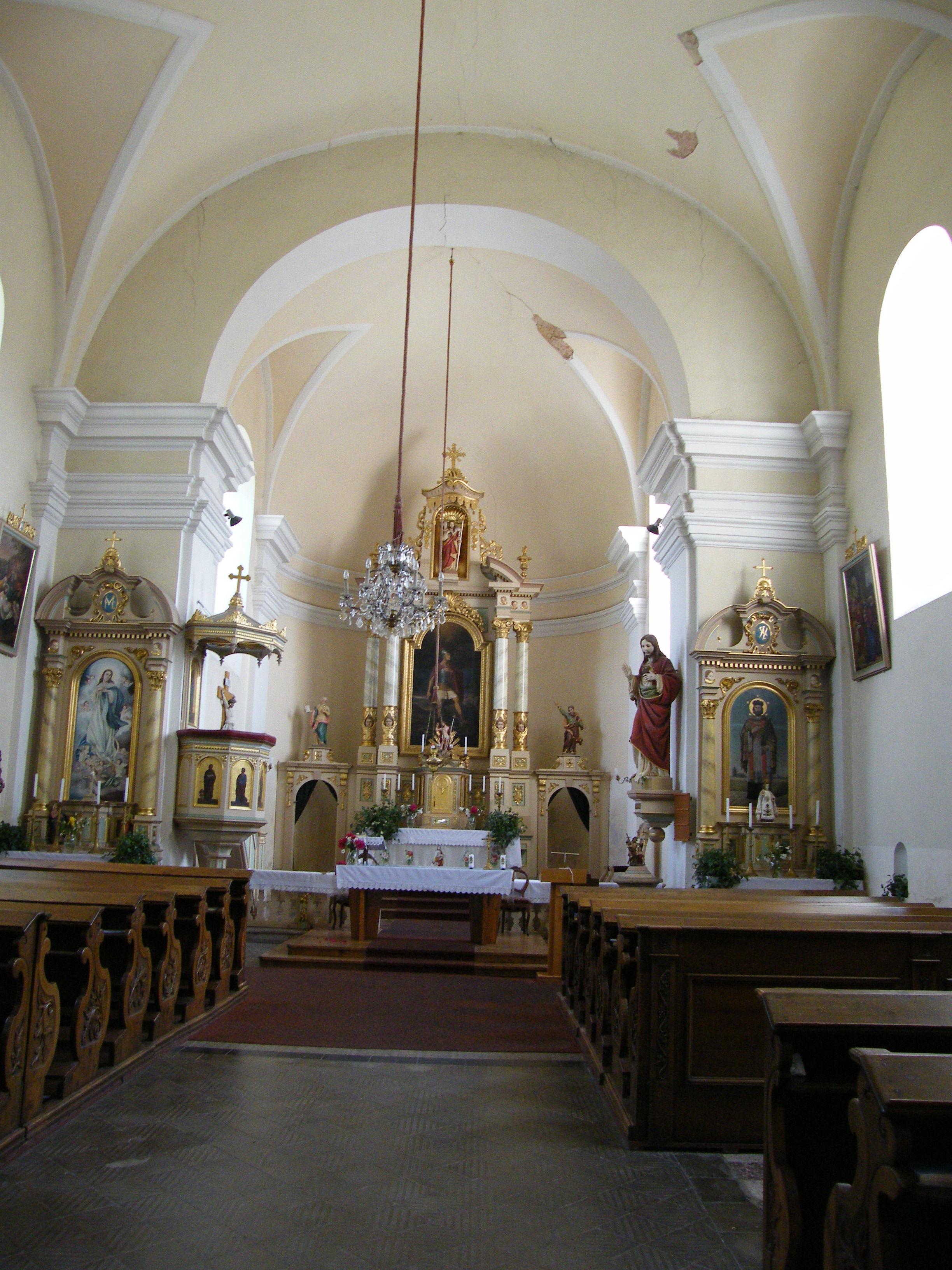
Interiér
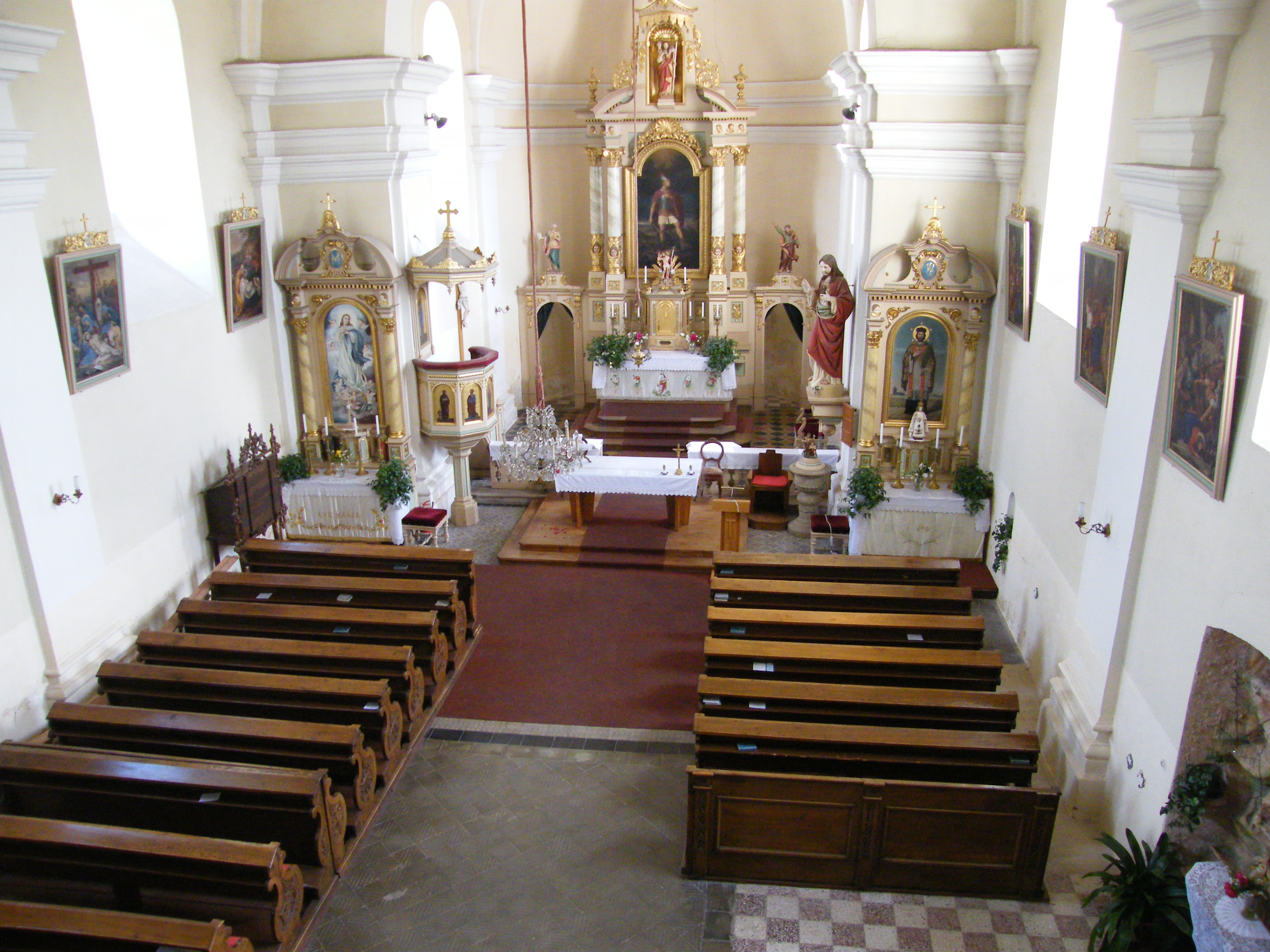
Interiér
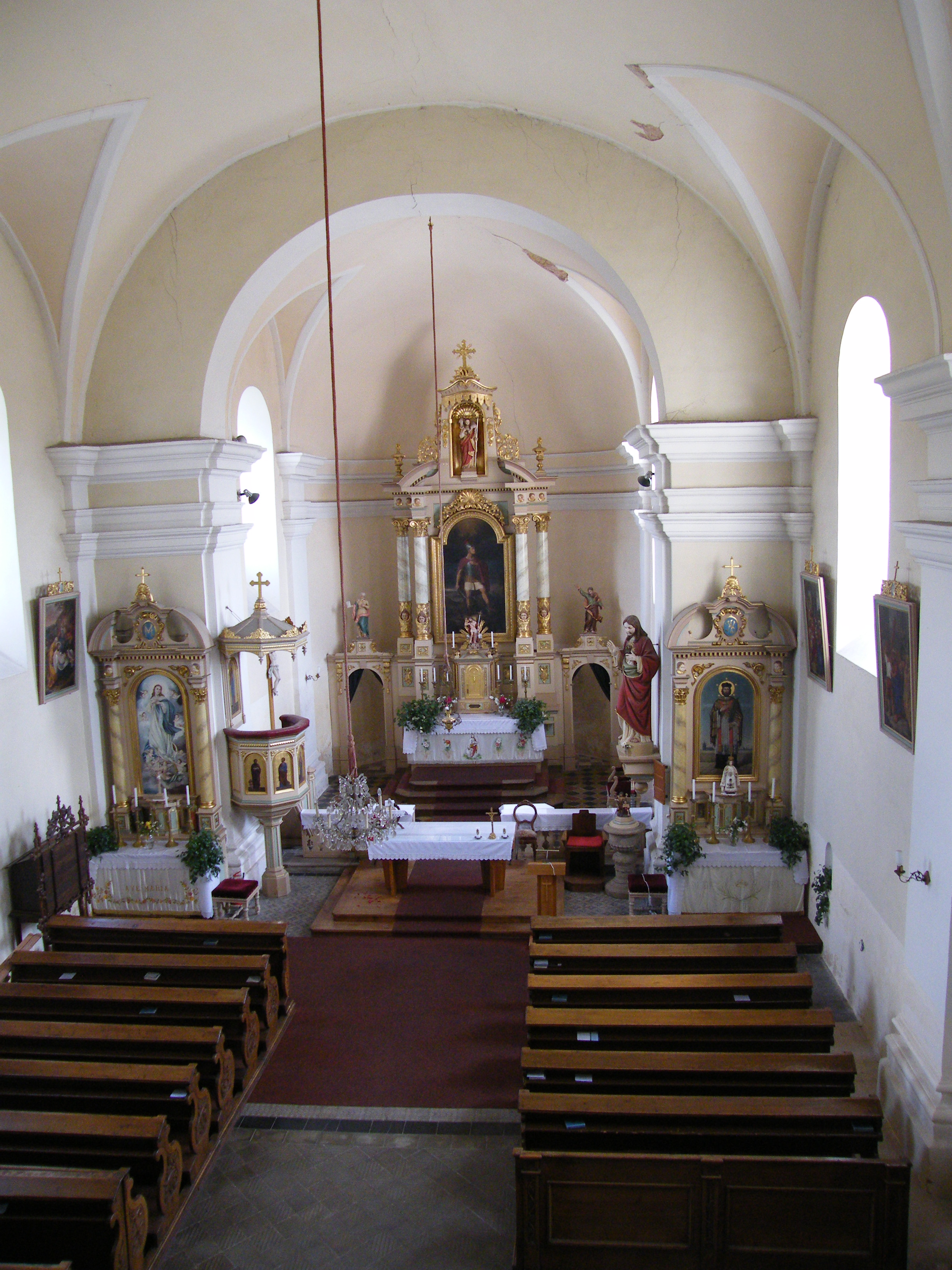
Interiér
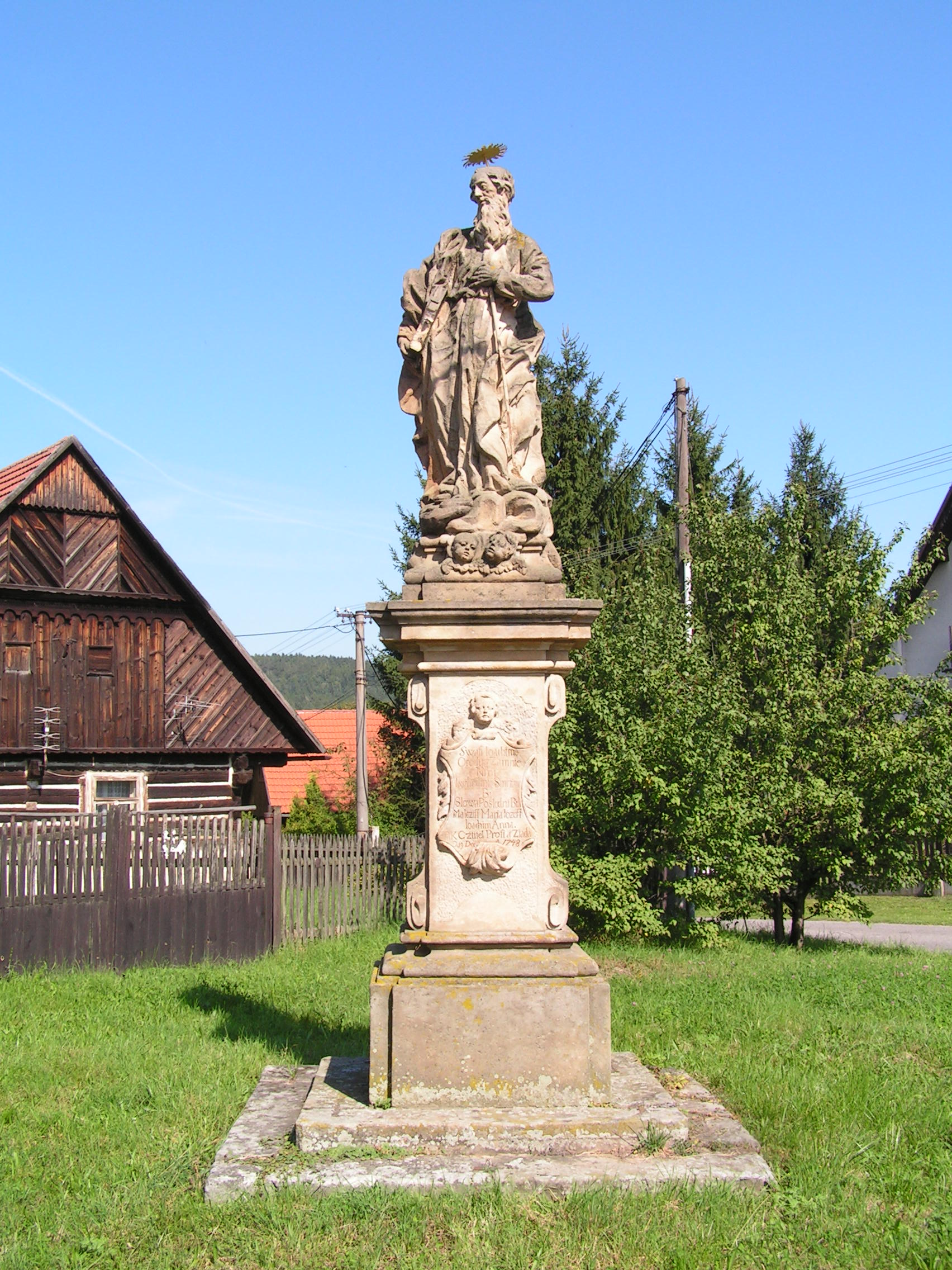
Socha sv. Jáchyma
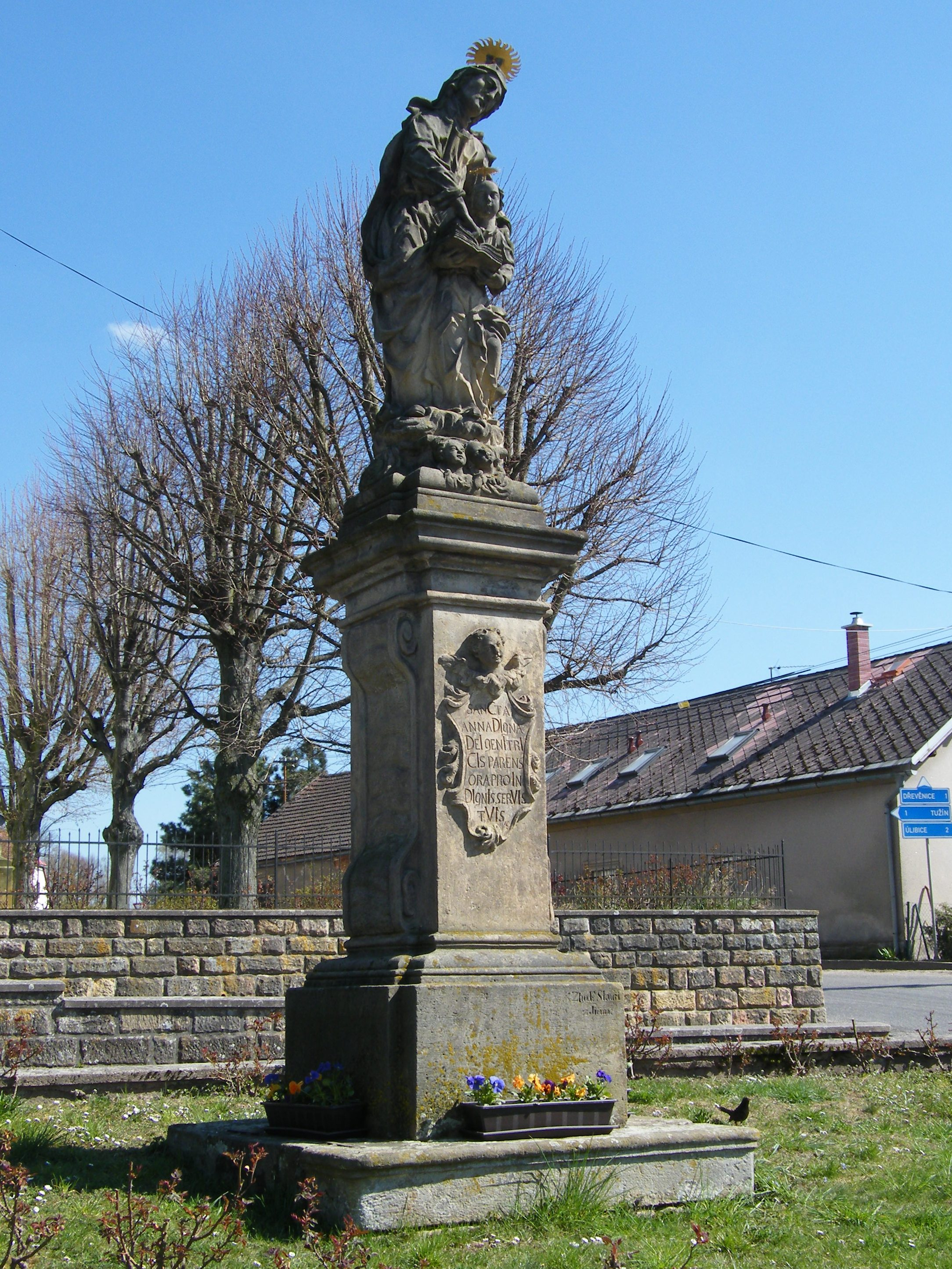
Socha sv. Anny
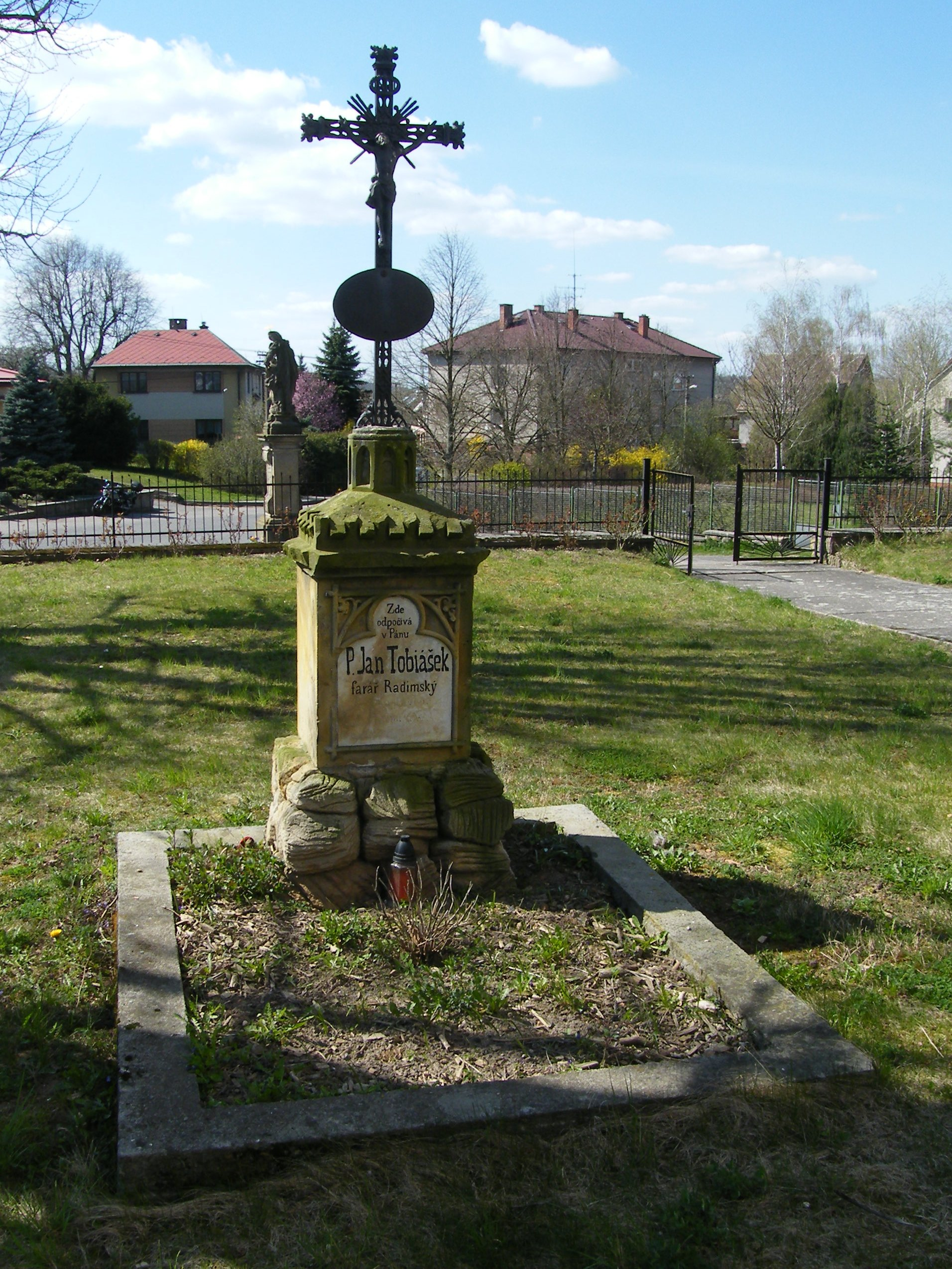
Hrob P. Jana Tobiáška